# بوراندارا داسا
سرينيفاسا ناياكا، المعروف أيضًا باسم بوراندارا داسا (ولد نحو عام 1484 – توفي نحو عام 1564)، هو ملحن ومغني وفيلسوف ينتمي لحركة هاريداسا، من ولاية كارناتاكا الحالية في الهند. كان سرينيفاسا من أتباع فلسفة دفايتا التي اقترحها مادهفاتشاريا، وكان كذلك أحد المؤيدين والمؤسسين الرئيسيين للموسيقى الكارناتيكية. يُشار إليه على نطاق واسع باسم بيتاماها، أي («جَد») الموسيقى الكارناتيكية، تكريمًا لإسهاماته الكبيرة فيها، ويعد وفقًا للأسطورة تجسيدًا إلهيًا لنارادا.
كان بوراندارا داسا تاجرًا ثريًا للذهب والفضة والمجوهرات المتنوعة الأخرى من ولاية كارناتاكا، تخلى عن كل ثروته المادية ليصبح هاريداسا (تعني حرفيًا خادمًا لفيشنو أو كريشنا)، أي مغنٍّ ناسك، جعل المبادئ السنسكريتية الصعبة للبهاغافاتا بورانا، متاحة للجميع من خلال أغانٍ بسيطة منغّمة. وضع سرينيفاسا الدروس الأساسية لتعليم الموسيقى الكارناتيكية، من خلال هيكلة التدريبات المتدرجة المعروفة باسم سفارافاليس والأنكاراس، ووضع في الوقت نفسه سلّم راجا مايامالافاجولا كأول سلم موسيقي يتعلمه المبتدئون في هذا المجال، وهي ممارسة لا تزال مُتّبعة إلى اليوم. كما ألّف أيضًا غيتاس (أغانٍ بسيطة) للطلاب المبتدئين.
يُعرف بوراندارا داسا بتأليف داسا ساهيثيا، بصفته مغنٍّ ينتمي للحركة البهاكتية وباحثًا في الموسيقى. وقد حاكى معاصره الأصغر سنًا، كاناكاداسا، ممارسته تلك. توجد المؤلفات الموسيقية الكارناتيكية لبوراندارا داسا في الغالب باللغة الكنادية، على الرغم من أن بعضها باللغة السنسكريتية. وقّع بوراندارا مؤلفاته باستخدام أنكيتاناما (اسم مستعار) هو «بوراندارا فيثوبا» (فيثوبا هو اسم آخر لكريشنا، أحد تجسيدات الإله فيشنو) وهذا الشكل نفسه من كريشنا هو آراديا دايفا أو إيشتا مورثي أو الإله المعبود. وقد حظي عمله بتقدير العديد من باحثي عصره والباحثين اللاحقين.

## سيرة حياته

لوحة زيتية لبوراندارا داسا بريشة بالافا نارايانان

تشير الأدلة المنقوشة إلى أن بوراندارا داسا ولد لتاجر ألماس في عائلة كانادا ديشاستا مادفا برامين، في عام 1484 م في بوراندارا غادا، على بعد 18 كيلومترًا من ولاية مهاراشترا الحالية. وفقًا لآراءٍ أخرى، فإن مسقط رأسه هو بلدة بورانداراجاتا في كارناتاكا، أو بورانداراجاد بالقرب من مدينة بونه «بوني»، لكن يُنظر إلى الاقتراح الأخير على أنه خطأ تاريخي - ربط «اسمه المستعار» (أنكيتا الخاص به) بموقعٍ كان بشكل أساسي، مخيّم عسكري في القرنين الخامس عشر والسادس عشر. في عام 2018، قدمت لجنة مكونة من خمسة أعضاء، شكلتها حكومة كارناتاكا، للتأكد من مسقط رأس بوراندارا داسا، تقريرها الذي يؤكد أن بلدة تيرثهالي هي المرشح الأرجح. ضمت اللجنة المغني وعالم الموسيقى المخضرم ر.ك. بادمانابها، وكل من الباحثين أرالوماليغ بارثاساراتي، وأيه فيي نافادا، وفييرانا راجورا، والوزير السابق ليلاديفي نافادا. أُثبت اليوم أن بوراندارا داسا ولد في أراجا، إمبراطورية فيجاياناجارا (هي اليوم ثيرثاهالي، كارناتاكا، الهند).
كان بوراندارا داسا الابن الوحيد للتاجر الثري فارادابا ناياكا وزوجته روكميني. سُمي سرينيفاسا ناياكا على اسم الإله الراعي لمعبد فينكاتيسوارا، تيرومالا. اكتسب بوراندارا إتقان اللغة الكنادية والسنسكريتية والموسيقى المقدسة من خلال التعليم. تزوج بوراندارا في سن السادسة عشرة من ساراسواتي باي، التي توصف تقليديًا بأنها شابة تقية. أنجبا أربعة أبناء هم: فارادابا وجورورايا وأبهينافابا ومادفاباتي. فَقَد بوراندارا والديه في سن العشرين، وورث بالتالي تجارة والده في الأحجار الكريمة وأعمال الرهن. ازدهر بوراندارا وأصبح معروفًا باسم نافاكوتي نارايانا (رجل ثري جدًا؛ تساوي ثروته تسعين مليونًا).
تروي الأسطورة الشعبية حادثة معجزة في حياة سرينيفاسا ناياكا، دفعته إلى تكريس نفسه لممارسة (بهاكتي)، أي (الولاء والتعبّد) تجاه كريشنا ومحاولة غرس هذه القيمة من خلال المؤلفات الموسيقية. كنتيجة طبيعية لا مفر منها لمثل هذا الحدث المفصلي في حياة العديد من القديسين على مر العصور، يُعتقد أن سرينيفاسا تخلى عن ذاته السابقة الجشعة والبخيلة، مدركًا عدم جدوى التعلق بالممتلكات الدنيوية: في محاولةٍ لشفاء سرينيفاسا من وهمه المادي العنيد وانغماسه، اقترب الإله منه متنكرًا بهيئة رجلٍ فقير، ينادي نداءً يُرثى له مستجديًا المال؛ ظاهريًا، كانت هناك حاجة ماسة إلى المال لأداء مراسم تنصيب ابنه «upanayana» (حفل تنصيب الخيط المقدس).
باختصار، وبعد أن رُفض طلبه وسُخر منه وطُرد، كرر «الرجل الفقير» مناشدته خلسةً أمام زوجة سرينيفاسا؛ بروحها السخية، تخلت الزوجة عن إحدى حلقات أنفها الثمينة، دون علمٍ من زوجها؛ فباع «الرجل الفقير» حلقة الأنف إلى سرينيفاسا نفسه! سرينيفاسا الذكي، العارف بصراحة زوجته، تعرّف للتو على حلقة الأنف التي تخصها وأسرع إلى المنزل غاضبًا ومتحفّزًا للتأكد من حقيقة الأمر، طالبًا منها أن تقدم له حلقة الأنف على الفور.
أدركت الزوجة أن سرينيفاسا علم بتبرعها السري هذا، فقررت إنهاء حياتها بالسم. بعد أن أكملت صلواتها لفيشنو قبل محاولتها الانتحار، صُدمت لرؤية حلقة الأنف داخل كوب السم - مطابقةً تمامًا لتلك الحلقة التي تبرعت بها. وبذهول روت الحادثة بأكملها لزوجها الذي كان في حيرةٍ من أمره. في الوقت نفسه، لم يكن البحث عن «الرجل الفقير» مجديًا؛ لقد اختفى في ظروف غامضة كما ظهر! في هذه اللحظة المؤاتية للغاية، اقتنع سرينيفاسا بأساليب فيشنو الغامضة، بعد أن شهد النعمة التي لا تنضب والتي أنقذت زوجته التقية، مرتبكًا من تلك النعمة التي يمكن أن تُنتج في لحظة، حليّة ذهبية بمجرد الإرادة! وذُهل أمام ما تخلقه الـ «أنا» والـ «خاصتي»، من حجابٍ يعمي معظم الناس عن معرفة الإله. في سن الثلاثين، تبرع سرينيفاسا بكل ثروته للأعمال الخيرية، وهجر المنزل مع عائلته ليعيش حياة متسول - يعيش على الصدقات ويغني أمجاد فيشنو. في أول أغنية له، يندب سرينيفاسا حياته الضائعة في الانغماس.
التقى سرينيفاسا في أثناء تجواله بالحكيم المقدس فياساتيرثا، أحد الدعاة الرئيسيين لفلسفة مادهوا وراجاجورو كريشنادفاريا، إمبراطور إمبراطورية فيجاياناغارا. وفقًا للبروفيسور سامبامورثي، حصل سرينيفاسا على تنصيبه الرسمي على يد فياساتيرثا في عام 1525 عندما كان يبلغ من العمر 40 عامًا تقريبًا، وأطلق عليه اسم بوراندارا داسا. سافر بوراندارا داسا كثيرًا عبر طول وعرض إمبراطورية فيجاياناغارا وباندهاربور في ولاية مهاراشترا، لتأليف وتقديم أغانٍ في مديح الله تلامس الروح. أمضى سنواته الأخيرة في هامبي وغنّى الأغاني أيضًا في بلاط كريشنادفاريا.  تُعرف المانتابا (مانداب) التي أقام فيها بوراندارا، باسم بوراندارا داسا مانتابا (مانداب) في هامبي. توفي بوراندارا في 2 يناير من عام 1564 عن عمرٍ ناهز 95 عامًا. وفي غضون مدة قصيرة من وفاته، انهارت إمبراطورية فيجاياناغارا. تقول التقاليد والأسطورة أنه ألّف ما مجموعه 475,000 كيرتاناس(أغنية). علاوة على ذلك، ووفقًا لهذه الأسطورة، كانت رغبته الأصلية هي تأليف 500,000 كيرتاناس. ولأنه لم يكن قادرًا على القيام بذلك في حياته، طلب من ابنه الأصغر أن يكملها. أخبره ابنه مادواباتي أن بإمكانه القيام بذلك في جانما (ولادته) القادمة. يُعتقد أن بوراندارا ولد من جديد باسم فيجاياداسا الشهير - مسقط رأسه هي قرية تشيكالبارفي بالقرب من بلدة مانفي، مقاطعة رايشور في ولاية كارناتاكا - وأكمل الـ 25 ألف كيرتاناس المتبقية التي وعد بتأليفها. تمدح معظم أغانيه فيشنو وآلهة أخرى. ونتيجةً لذلك، يُعتقد أنه تجسيد إلهي لنارادا، المغني السماوي وابن الإلهة ساراسواتي. أحد التريمورتيس (الثلاث أيقونات) من موسيقى كارناتيك، أشاد القديس تياجارجا ببوراندارا داسا في جيا ناتاكام (أوبرا) براهلادا بهاكتي فيجايام.